# Gazeta Niedzielna
Gazeta Niedzielna – tygodnik wydawany w Londynie od 1949 roku przez Polską Misję Katolicka nakładem Wydawnictwa Veritas. Nawiązywał tytułem do przedwojennej gazety. Nakład ok. 9 tysięcy egzemplarzy.